# Heodes quadrilunulata
Heodes quadrilunulata är en fjärilsart som beskrevs av Beuret 1954. Heodes quadrilunulata ingår i släktet Heodes och familjen juvelvingar. Inga underarter finns listade i Catalogue of Life.